# Ricardo Rojas León
José Ricardo Rojas León (Santo Domingo, República Dominicana, 2 de junio de 1960) es un periodista, abogado y consultor dominicano. Fue subdirector del periódico Diario Libre. Fue asesor de la gobernación del Banco Central de la República Dominicana desde 2008 hasta 2018.
Fue designado miembro de la Junta Monetaria del Banco Central en febrero de 2018 por el entonces presidente Danilo Medina y confirmado en el cargo en noviembre de 2020 por el presidente Luis Abinader.

## Primeros años
José Ricardo Rojas nació el 2 de junio de 1960 en Santo Domingo, República Dominicana. Es hijo de Ramón Napoleón Rojas Nolasco y de Hipsipila Augusta León Díaz (ambos fallecidos). En 1978 se graduó de bachiller en el colegio Don Bosco, Santo Domingo. En 1981 se graduó de periodismo en el Instituto Dominicano de Periodistas (IDP) y en 1993 se graduó de doctor en Derecho en la Universidad Autónoma de Santo Domingo (UASD). 
Contrajo nupcias con María del Carmen de León Santana en 1988. Juntos han procreado 3 hijos; Jonathan Ricardo, Brian Ricardo y José Ricardo Rojas León. La hija mayor de Ricardo, Leticia Hipsipila Rojas Céspedes, es hija de un matrimonio anterior.

## Vida profesional
Luego de haberse graduado de periodismo, Ricardo Rojas trabajó como reportero y redactor de la sección política en el recién fundado Telesistema Canal 11. Más adelante fue subdirector del periódico Última Hora y redactor económico de la Revista Rumbo.
En 1984 obtuvo una beca completa para estudiar noticias de televisión en Estados Unidos. Al regresar en 1986, trabajó como jefe de redacción en la sección de noticias del recién fundado canal 6, perteneciente al Grupo Telemicro de la época. Allí permaneció hasta que renunció en 1988 para luego ser parte del equipo de relaciones públicas en Dominicana Aviación. 
Fue el corresponsar en República Dominicana de los medios de noticias internacionales United Press Internacional (UPI) y la Associated Press (AP). 
En 1995 ingresó como director de comunicaciones del Banco Central de la República Dominicana, parmaneciendo hasta el 2000. En los siguientes dos años fue subdirector del periódico Diario Libre hasta su salida del periodismo en 2002. En el año 2004 retornó al Banco Central como subgerente de servicios y sistemas. En enero de 2008 fue cambiada su designación a asesor ejecutivo de la gobernación.
En la Pontificia Universidad Católica Madre y Maestra se especializó en Derecho empresarial y legislación económica, Derecho Procesal Penal, Constitucional y economía para negocios.
También se especializó en Argumentación Jurídica en la Universidad de Alicante en 2013. También hizo un máster oficial de Derecho Constitucional en la Universidad de Castilla-La Mancha en 2014.
Representó la República Dominicana en reuniones y asambleas del Grupo de Acción Financiera del Caribe (GAFIC) y el Grupo de Acción Financiera Internacional (Gafilat).
Ha sido profesor de Derecho en la Universidad Autónoma de Santo Domingo, la Pontificia Universidad Católica Madre y Maestra, la Universidad APEC, la Escuela Nacional de la Judicatura y del Ministerio Público.
Fue asesor de la comisión de justicia de la Cámara de Diputados de República Dominicana y coredactor de los proyectos de ley como el Código Penal, Ley de Lavado de Activos y Ley de Extinción de Dominio del país.
En febrero de 2018 el entonces presidente de la República Dominicana lo designó como miembro de la Junta Monetaria del Banco Central, confirmándolo en octubre del mismo año. En 2020 fue confirmado nuevamente por el actual presidente Luis Abinader. Este lo volvió a confirmar en noviembre de 2022 hasta el año 2024.